# Uriel da Costa

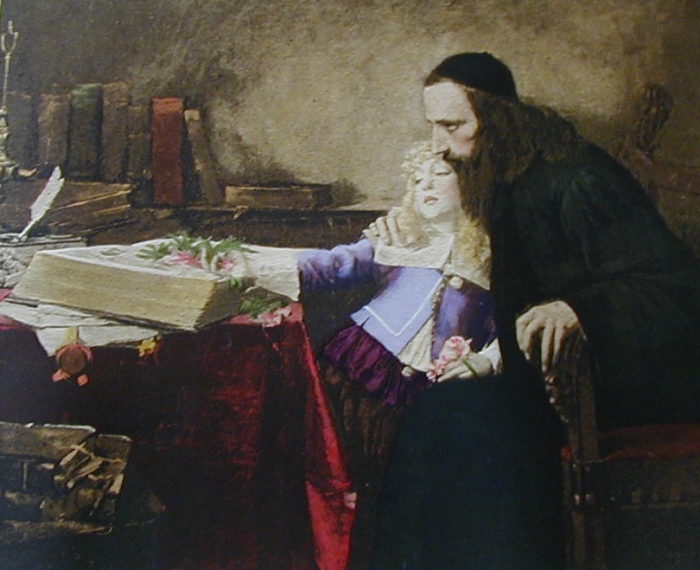
Uriel da Costa instrueert de jonge Spinoza (1901) door Samuel Hirszenberg

Uriel da Costa (ook wel Uriël Acosta; Porto, eind 1583 of begin 1584 of 1585 — Amsterdam, april 1640) was een Amsterdamse filosoof uit Portugal.
Acosta werd geboren als Gabriel da Costa. Zijn familie was Joods maar had zich bekeerd tot het katholicisme in de 15e eeuw. Gabriël studeerde aan het Collegium Coimbrese (een jezuïetenuniversiteit in Coimbra) canoniek recht van 1604 tot 1608. Op zijn vijfentwintigste ontving hij de eerste priesterwijdingen. Hij werd aangesteld als  schatbewaarder van de collegiale kerk San Martinho de Cedofeita voor op de geestelijke stand. Maar in 1612 trouwde hij, en een studie van het Oude Testament bracht hem tot het jodendom.
Hij kreeg zijn familie zover zich ook weer tot het jodendom te bekeren. Vervolgens emigreerde de familie naar Amsterdam. Daar werd Acosta (net als Spinoza) vervolgd door de Joodse autoriteiten wegens zijn rationalistische filosofische meningen die botsten met het orthodox judaïsme.
Acosta pleegde zelfmoord.
De Duitse schrijver Karl Gutzkow (1811–1878), schreef in 1846 een toneelstuk over Acosta's leven, eenvoudig getiteld Uriel Acosta. (Gutzkow verkeerde in het liberale milieu dat meedeed aan de revoluties van 1848).

## Leven
Gabriel da Costa, zijn moeder en drie van zijn broers keerden ook publiekelijk terug tot het jodendom bij hun aankomst in Amsterdam, hij onderging de besnijdenis en veranderde zijn voornaam van Gabriel in Uriel. Rond het begin van 1615 vestigde Uriel da Costa zich met zijn vrouwen en een broer in Hamburg en voegde zich daar bij de Portugese gemeenschap. Hij leefde van de maritieme handel met zijn zwager die in Porto bleef.

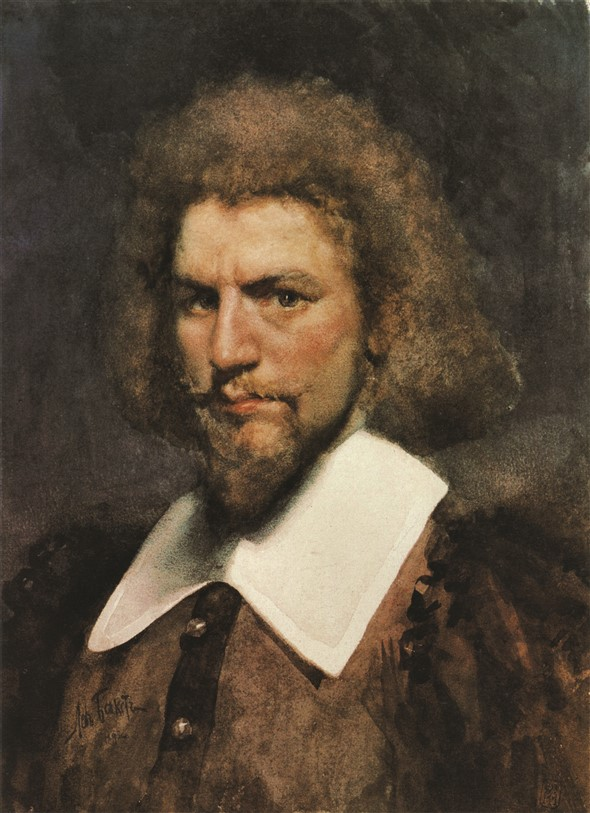
Uriel da Costa, denkbeeldige portret (1897) door Leon Bakst

Onmiddellijk na zijn terugkeer naar het jodendom zou Uriel da Costa hebben geprotesteerd tegen het feit dat tal van joodse tradities de Talmoed volgen in plaats van de Bijbel. Gedurende de eerste twee jaar lijkt hij echter zonder bezwaar de levenswijze van de Hamburgse joodse gemeenschap te hebben gedeeld. In 1616 verspreidde hij een lijst van elf joodse voorschriften die hij zag als een vervalsing van de wetten van de Bijbel, getiteld Propostas contra a tradição (Propositions against Tradition). De joodse leiders van Hamburg wendden zich tot het rabbinaat in Venetië voor advies over religieuze wetgeving, die de opvattingen van da Costa veroordeelde als ketterij in de stijl van de Sadduceeën en Karaïeten. De Sefardische gemeenschappen van Venetië en Hamburg verbood Uriel da Costa in augustus 1618 (Herem). Zijn broers en zijn Amsterdamse neef Dinis Eanes bleven echter met hem samenwerken in commerciële transacties (als koopman gebruikte hij het pseudoniem Adam Romes of Romez, pendelend tussen Amsterdam en Hamburg), dus het verbod deed hem niet veel kwaad.
Het sterke eergevoel van Uriel da Costa weerhield hem ervan zijn stellingen te herroepen, in plaats daarvan werkte hij aan een pamflet ter verdediging ervan. Daarbij kwam hij tot de conclusie dat het idee van een onsterfelijke ziel ook onbijbels was: de ziel van de mens is een fysieke levenskracht in zijn bloed en vergaat bij de dood. De Hamburgse arts en filosoof Samuel da Silva wist inzicht te krijgen in het manuscript; hij publiceerde de drie meest provocerende hoofdstukken met een polemische weerlegging die in 1623 in Amsterdam verschenen ("Over de onsterfelijkheid van de ziel").
Toen de aangevallen man zelf naar Amsterdam verhuisde – zijn vrouw was in december 1622 overleden – sprak ook de plaatselijke gemeenschap op 15 mei 1623 het verbod tegen hem uit. Hij besloot toen zijn standpunt openbaar te maken en publiceerde zijn manuscript, getiteld Exame das tradições phariseas conferidas com a lei escrita por Uriel, Jurista Hebreo, com reposta a Samuel de Silva seu falso calumniador (Onderzoek van de farizeïsche tradities door vergelijking met de wet van de Schrift), door Uriel, een joodse jurist, samen met een antwoord op een zekere Samuel da Silva, zijn valse lasteraar. in het voorjaar van 1624. De eerste helft van dit werk bekritiseert de Talmoedische interpretatie van de Bijbel, de tweede bewijst daaruit de sterfelijkheid van de ziel. Dit was de eerste publieke aanval op het joods-christelijke geloof in het hiernamaals. Het Amsterdamse stadsbestuur liet de gedrukte uitgave in het openbaar verbranden.De auteur werd eerst gevangengezet en later verbannen naar Utrecht, waar hij vijf jaar woonde.

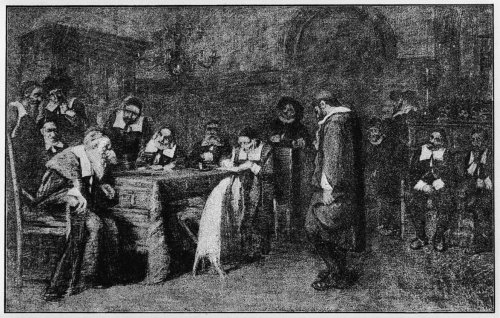
De excommunicatie van Uriel da Costa (1897) door Meijer de Haan kostte 8 jaar werk, kreeg veel reacties, verdween kort daarna en wordt tot op de dag van vandaag vermist

In 1629 lukte het de neef van Uriel da Costa, Dinis Eanes, om de 'ketter' weer in de Amsterdamse joodse gemeente te krijgen, nadat Costa had moeten zweren voortaan de joodse religie niet meer in woord en daad tegen te spreken. Na de dood van zijn vrouw plande hij een tweede huwelijk. In 1632 werd echter bekend dat hij zich thuis niet aan de joodse spijswetten hield en zich minachtend over het jodendom uitsprak tegen christenen. De gemeenschap verdreef hem vervolgens opnieuw, waarschijnlijk in 1633, en ook zijn broers en neef steunden hem niet meer omdat ze zich verraden voelden.
De verbannen leefden verarmd en gemeden, in concubinaat met een dienstmeid, nabij de Jodenbuurt van Amsterdam. Nadenkend over zijn ervaringen kwam hij tot de conclusie dat alle religies, christelijk, joods en ook bijbels, niets meer waren dan mensenwerk. Zij konden geen ware kennis van God overbrengen, integendeel, zij moedigden leugens en haat aan. Mensen zouden alleen gelukkig en vreedzaam met elkaar kunnen leven als ze religie zouden opgeven en alleen de rede en de natuur zouden volgen.
Om aan zijn eenzaamheid te ontsnappen en terug te keren naar de gemeenschap "als een aap onder de apen" deed Uriel da Costa in 1639 opnieuw alsof hij terugkeerde naar het joodse geloof. Hij verklaarde zich bereid zich te onderwerpen aan de geseling (Hebreeuws Malkut of Makkot), die de rabbijnse wet voorschrijft als een boeteritueel. Uriel da Costa was echter zo aangeslagen door dit vernederende ritueel, dat werd uitgevoerd in de synagoge, die vol mannen en vrouwen was - 39 zweepslagen met een gesel op zijn ontblote bovenlichaam, daarna moest hij op de drempel van de kerk gaan liggen zodat alle aanwezigen over hem heen konden stappen - dat hij zich enkele dagen later, in april 1640, met een pistool doodschoot.

## Invloed

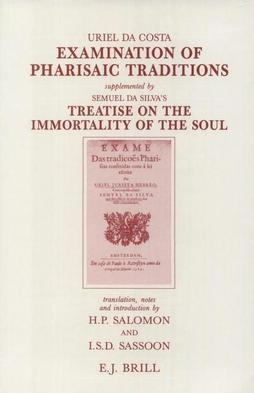
Da Costa's Examination of Farizeic Traditions, gevonden in 1990 nadat er meer dan 370 waren verdwenen

Uiteindelijk zijn er veel manieren geweest om Uriel da Costa te bekijken. Tijdens zijn leven inspireerde zijn boek Examinations niet alleen Silva's antwoord, maar ook Menasseh ben Israels meer duurzame De Resurrectione Mortuorum (1636) gericht tegen de "Sadduceeën", en een vermelding in de Index van verboden boeken.
Na zijn dood werd zijn naam synoniem met de Exemplar Humanae Vitae. Müller maakte Costa's excommunicatie bekend om een anachronistisch punt te maken dat sommige Sefardische Joden uit zijn tijd sadduceeën zijn. Johann Helwig Willemer maakte hetzelfde punt en suggereerde dat deze extreme ketterij tot zelfmoord leidt. Pierre Bayle rapporteerde de inhoud van het Exemplar vrij volledig, om onder andere aan te tonen dat het in twijfel trekken van religie zonder zich tot openbaring te wenden, iemand tot ellendige ontrouw zou brengen.
De latere Verlichting zag Costa's rationele religie toleranter. Herder prees hem als een kruisvaarder van authentiek geloof. Voltaire merkte op dat hij stopte met het jodendom voor filosofie. Reimarus omarmde Costa's oproep om een legale status te hebben op basis van de zeven wetten van Noach, toen hij een analoog argument aanvoerde dat christelijke staten minstens even tolerant zouden moeten zijn ten opzichte van moderne deïsten als de oude Israëlieten.
Intern in het judaïsme werd hij gezien als zowel een onruststokende ketter als als martelaar tegen de intolerantie van het rabbijnse establishment. Hij wordt ook gezien als de voorloper van Baruch Spinoza en de grootvader van de moderne bijbelkritiek.
Costa is ook een indicatie van de moeilijkheid waarmee veel Marranen te maken kregen bij hun aankomst in een georganiseerde joodse gemeenschap. Als crypto-jood in Iberia las hij de bijbel en was er onder de indruk van. Maar toen hij een georganiseerde rabbijnse gemeenschap confronteerde, was hij niet even onder de indruk van de gevestigde rituele en religieuze doctrine van het rabbijnse judaïsme, zoals de mondelinge wet. Zoals da Costa zelf opmerkte, werd de traditionele leer van de farizeeërs en rabbijnen in het verleden betwist door de Sadduceeën en in het heden door de Karaïeten.

## Werken
- Zijn ervaringen als slachtoffer van onverdraagzaamheid komt tot uitdrukking in zijn Exemplar humanae vitae, een kort autobiografisch geschrift dat na zijn dood werd gepubliceerd.
- Propostas contra a tradição (Argumenten tegen de traditie)
- Sobre a mortalidade de alma do homen (Over de onsterfelijkheid van de menselijke ziel)

## Weblinks
- (pt)  Internationaal comité Uriel da Costa

- Bibsys: 95007565
- Biblioteca Nacional de España: XX4805892
- Bibliothèque nationale de France: cb120151004 (data)
- Biografisch Portaal: 23470380
- Catàleg d'autoritats de noms i títols de Catalunya: 981058521351006706
- Digitale Bibliotheek voor de Nederlandse Letteren: cost030
- Gemeinsame Normdatei: 118646788
- International Standard Name Identifier: 0000 0001 1030 9245
- Library of Congress Control Number: n50050830
- Nationale Bibliotheek van Tsjechië: jo2002112979
- Nationale Bibliotheek van Israël: 987007308995705171
- Nationale Bibliotheek van Polen: a0000001186648
- Nationale en Universitaire bibliotheek Zagreb: 000744433
- Nederlandse Thesaurus van Auteursnamen: 325839921
- Réseau des bibliothèques de Suisse occidentale: 02-A000003562
- LIBRIS: 47061
- SNAC: w6qk0jb9
- Système universitaire de documentation: 028283449
- Virtual International Authority File: 90632462
- WorldCat: E39PBJqqmd7fMm8kJ6FxPbJ4bd